# Иньско
Иньско (пол. Ińsko, в определённые периоды Нёренберг, нем. Nörenberg) — населённый пункт в северно-западной Польше, в Западно-Поморском воеводстве, в повете Старгард-Щециньски, на озере Иньско. Около города берёт начало река Ина.

## История
Впервые упоминается в источниках в 1248 году (нем. Intzke), к 1300 году уже под названием Нёренберг (предположительно в связи с переселением жителей из Нюрнберга). В конце XIV — начале XV веков город неоднократно разрушался в ходе военных действий, переходя от бранденбургских маркграфов к померанским герцогам и обратно. Существенно развиваться город начал только в конце XVIII века, в 1801 г. его население составляло 920 жителей, в 1867 г. — 2703, в 1939 г. — 3012.
По состоянию на 2013 г. население 2051 жителей.